# Klementyna Żurowska
Klementyna Maria Żurowska z Leszczkowa, herbu Leliwa (ur. 23 maja 1924 w Perespie, zm. 8 maja 2015) – historyk sztuki, mediewista, profesor nauk humanistycznych, nauczyciel akademicki w katedrze sztuki średniowiecznej Instytutu Historii Sztuki Uniwersytetu Jagiellońskiego. 

## Życiorys
Urodziła się jako szóste i ostatnie dziecko Karoliny z Kraińskich i Romana Żurowskiego.

### Młodość
Pierwsze lata nauki otrzymała w domu w Leszczkowie. Do gimnazjum rodzice wysłali ją w 1937 r. do SS. Niepokalanek w Jarosławiu.

### II wojna światowa
Trzecią klasę gimnazjum ukończyła na tajnych kompletach w Warszawie na ul. Kazimierzowskiej u SS. Niepokalanek, czwartą gimnazjalną, pierwszą i połowę drugiej klasy licealnej u SS. Niepokalanek w Szymanowie. 30 grudnia 1942 r. została aresztowana wraz z rodzicami i dwiema siostrami przez Gestapo w Warszawie, uwięziona na Pawiaku i przewieziona na Majdanek 17 stycznia 1943 r. 19 kwietnia 1944 r. wraz z matką i najstarszą siostrą Marią została przewieziona do obozu w Ravensbrück. Wyzwolona przez wojska amerykańskie w 1945 r. wróciła pieszo do Poznania i dalej pociągiem do Krakowa.

### PRL i III RP

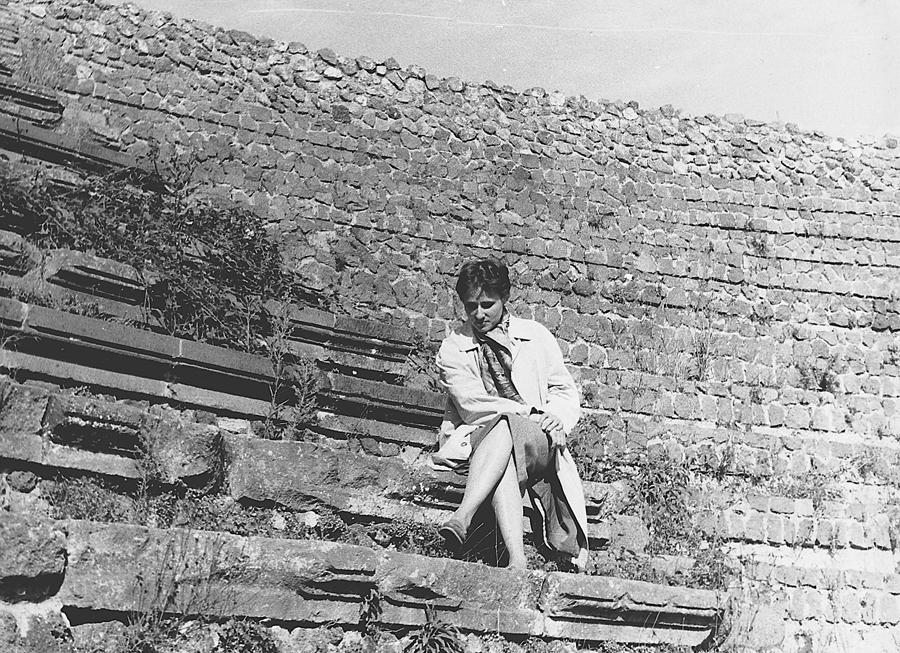
Na schodach teatru w Pompei, 1959 r.

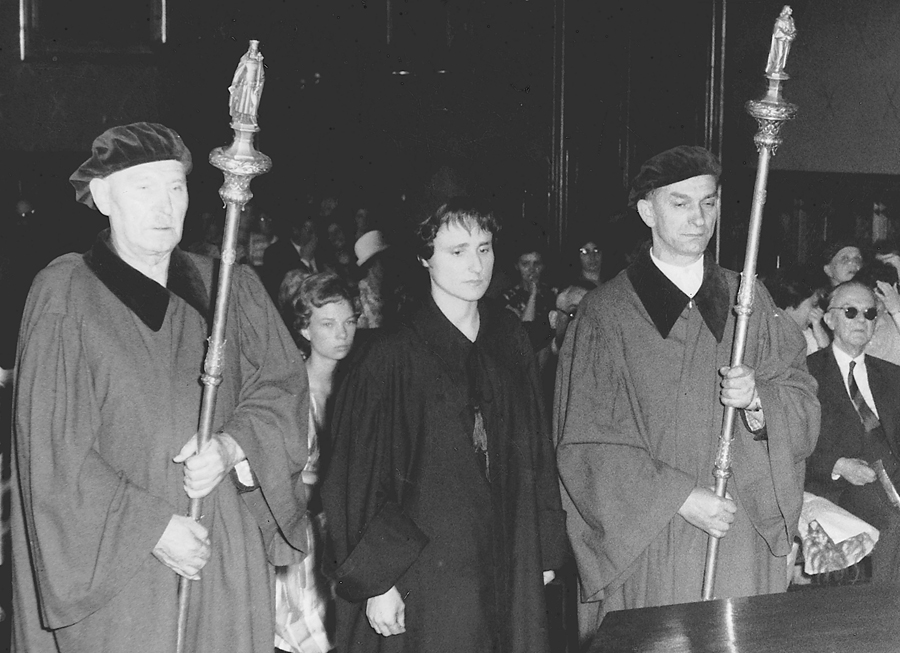
Promocja doktorska, 1964 r.

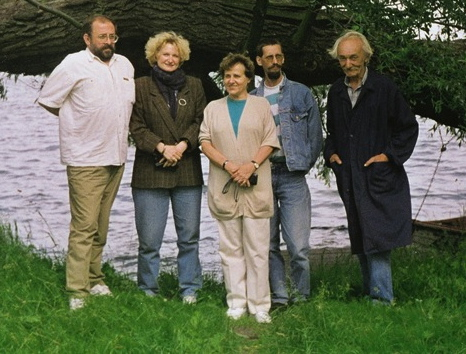
Ekipa prowadząca wykopaliska na Ostrowiu Lednickim, 1992 r. Tomasz Węcławowicz, Teresa Rodzińska-Chorąży, Klementyna Żurowska, Jacek Wrzesiński i Mateusz Łastowiecki

Maturę zdała w 1946 r. u SS. Niepokalanek w Szymanowie. Następnie studiowała historię sztuki na UJ. Pracę magisterską napisała i obroniła u profesora Vojeslava Molè w 1952 r. Pięć i pół roku pracowała na Wawelu oprowadzając wycieczki. W 1958 r. wyjechała na studia podyplomowe do Poitiers. Po powrocie z Francji w 1960 r. otrzymała stanowisko asystenta w zakładzie historii sztuki u prof. Lecha Kalinowskiego. W latach 1961–1965 brała udział w wykopaliskach w Tyńcu. Pracę doktorską „Rotunda Panny Marii na Wawelu” obroniła w 1964 r. Od grudnia 1966 r. była na rocznym stypendium UJ w Genewie, a w latach 70. spędziła 3 miesiące w Rzymie. W 1971 r. habilitowała się na podstawie dorobku naukowego oraz pracy o architekturze romańskiej w Tyńcu. W tych latach pełniła też funkcję wicedyrektora instytutu i zajmowała się studentami eksternistami. Od 1970 r. wykładała i prowadziła proseminaria ze sztuki średniowiecznej powszechnej. W latach 1987–90 prowadziła wykopaliska na Ostrowiu Lednickim. Profesurę nadzwyczajną otrzymała w 1989 r.. W 1994 r. przeszła na emeryturę, publikując nadal opracowania i recenzje naukowe.  Pamiętniki wydała w 2014 r. pod tytułem Z Leszczkowa w świat, za które uhonorowana została Nagrodą Krakowska Książka Miesiąca Października 2014 r.

## Rodzina
Miała pięcioro rodzeństwa: Wincentego (1915–1994), Marię Helenę (1916–1999), Stanisława Andrzeja (1918–1996), Wandę (ur. 1920, zmarła młodo) i Annę (1922–1943), która zmarła na Majdanku. Nie wyszła za mąż. Dziedzicząc po rodzicach silne zaangażowanie społeczne, organizowała sama lub brała udział w akcjach i przedsięwzięciach niosących pomoc potrzebującym.

## Szkoła
Wychowała szereg magistrów i doktorów, m.in. dr hab. UJ Teresę Rodzińską-Chorąży, dr hab. UJ Tomasza Węcławowicza, prof. Uniwersytetu Papieskiego w Krakowie Andrzeja Włodarka.

## Odznaczenia
- 1985: Złoty Krzyż Zasługi
- 1990: Krzyż Kawalerski Orderu Odrodzenia Polski
- 1994: Pro Ecclesia et Pontifice
- 1994: Medal Komisji Edukacji Narodowej
- 2013: Nagroda Lednickiego Orła Piastowskiego
- 2013: Medal Honorowy Instytutu Historii Sztuki Uniwersytetu Jagiellońskiego

## Wybrane publikacje
- Klementyna Żurowska, Rotunda wawelska, Studium nad centralną architekturą epoki wczesnopiastowskiej (praca doktorska), w: Studia do dziejów Wawelu, t. 3, Kraków 1968, s. 1-121 (online w repozytorium)
- Klementyna Żurowska, Studia nad architekturą wczesnopiastowską, „Zeszyty Naukowe UJ” 642, „Prace z Historii Sztuki” 17, Warszawa-Kraków 1983 (online w repozytorium)
- Ostrów Lednicki, red. Klementyna Żurowska, t. 1-2, Kraków 1993-1994 (online w repozytorium)
- Tyniec: sztuka i kultura benedyktynów od wieku XI do XVIII: katalog wystawy w Zamku Królewskim na Wawelu, październik-grudzień 1994 r., red. nauk. Klementyna Żurowska, oprac. red. Maria Podlodowska-Reklewska i Elżbieta Pycińska, Kraków: nakł. Opactwa Benedyktynów w Tyńcu, 1994.
- Benedyktyni tynieccy w średniowieczu: materiały z sesji naukowej, Wawel-Tyniec, 13-15 października 1994 r., red. nauk. Klementyna Żurowska, Kraków 1995.
- Adam Biedroń, Teresa Rodzińska-Chorąży, Klementyna Żurowska, Architektura kamienna Ostrowa Lednickiego w świetle badań z lat 1987-90, „Studia Lednickie”, Lednica-Poznań 1991.
- Klementyna Żurowska, „Z Leszczkowa w świat”, Kraków 2014 r.